# Taupont
Taupont település Franciaországban, Morbihan megyében. Lakosainak száma 2400 fő (2022. január 1.). Taupont Saint-Malo-des-Trois-Fontaines, Loyat, Ploërmel, Guillac és Helléan községekkel határos.

## Népesség
A település népessége az elmúlt években az alábbi módon változott:
| Lakosok száma | 1418 | 1648 | 1853 | 2094 | 2225 | 2212 | 2198 | 2191 | 2259 | 2400 |
|               | 1968 | 1982 | 1990 | 2006 | 2013 | 2015 | 2017 | 2019 | 2020 | 2022 |